# Буганов, Гаджи Османович
Гаджи Османович Буганов (1918—1987) — полковник Советской Армии, участник Великой Отечественной войны, Герой Советского Союза (1945).

## Биография
Гаджи Буганов родился 25 сентября 1918 года в ауле Ханар (ныне — Лакский район Дагестана). По национальности лакец. В 1939 году окончил Дагестанский педагогический институт, после чего работал преподавателем в Махачкалинском медицинском техникуме. 4 ноября 1939 года Буганов был призван на службу в Рабоче-крестьянскую Красную Армию, проходил службу во Внутренних войсках, был красноармейцем 59-й бригады войск НКВД. В 1940 году вступил в ВКП(б). В январе-июне 1941 года учился на курсах младших лейтенантов НКВД. Окончив их, командовал взводом 174-го стрелкового полка войск НКВД.
С октября 1941 года — на фронтах Великой Отечественной войны. Принимал участие в битве за Москву, битве за Кавказ. В ходе последней в феврале 1943 года Буганов получил тяжёлое ранение. После выписки из госпиталя он был направлен на курсы «Выстрел», которые окончил в ноябре 1943 года и был вновь направлен на фронт. В январе 1944 года был вторично ранен. В ходе Ясско-Кишинёвской операции полком Буганова была уничтожена крупная немецкая группировка, пытавшаяся прорваться из Кишинёва. К сентябрю 1944 года капитан Гаджи Буганов командовал 23-м ударно-штурмовым стрелковым батальоном 3-го ударно-штурмового полка 53-й армии 2-го Украинского фронта. Отличился во время освобождения Венгрии.
23 сентября 1944 года батальон Буганова одним из первых вступил на территорию Венгрии. В ночь с 6 на 7 ноября 1944 года, несмотря на вражеский огонь, переправился через реку Тиса в районе села Тиса-Ёрвань (ныне — в черте города Тисафюред), захватил плацдарм и высоту на её западном берегу и отбил четыре немецкие контратаки, что обеспечило успешное форсирование реки полковыми подразделениями. Буганов лично переправился через реку в составе передовой группы и постоянно находился в гуще боёв.
Указом Президиума Верховного Совета СССР от 24 марта 1945 года за «образцовое выполнение боевых заданий командования на фронте борьбы с немецко-фашистскими захватчиками и проявленные при этом мужество и героизм» капитан Гаджи Буганов был удостоен высокого звания Героя Советского Союза с вручением ордена Ленина и медали «Золотая Звезда» за номером 3768.
Принимал участие в Будапештской и Венской операциях. В апреле 1945 года Буганов был назначен начальником разведывательного отдела 1-й гвардейской воздушно-десантной дивизии. В последние дни войны был легко ранен. Конец войны встретил в звании майора.
После окончания войны продолжил службу в Советской Армии. В 1950 году окончил Военную академию имени Фрунзе, занимал различные командные должности в Главном штабе ВВС, затем был преподавателем военных кафедр различных вузов. В декабре 1973 года в звании полковника Буганов был уволен в запас. Проживал и работал в Харькове. Умер 20 мая 1987 года, похоронен в посёлке Ханар Кизилюртовского района  .
Был также награждён орденами Красного Знамени, Отечественной войны 1-й степени, Красной Звезды, а также рядом медалей. В честь Буганова названа улица в Махачкале, на ней установлен его бюст.
Похоронен Гаджи Османов в посёлке Ханар Кизилюртовского района на улице, названной в честь него, под бюстом самого героя.